# Jämtlands läns fornminnesförening
Jämtlands läns fornminnesförening instiftades i Östersund den 23 oktober 1886.
Föreningen inriktade sig främst på dokumentation av socknarnas historia, kyrkobyggnader, fornminnen och traditioner, och kom tidigt genom gåvor och inköp att bygga upp en stor föremåls- och dokumentsamling.

## Historia
Den främste initiativtagaren var tidningsredaktören Johan Lindström Saxon som flyttat till Östersund år 1885, och som hade ett stort intresse för kulturhistoria. De drivande krafterna i föreningen blev läroverkslektorerna Sven Johan Kardell och Peter Olsson. Olsson efterträddes 1905 som föreningens intendent av Hans Westin, militär och dialektforskare. År 1912 anställdes som intendent Eric Festin.
År 1889 utgavs det första häftet av Jämtlands läns fornminnesförenings tidskrift, sedan 1925 under namnet Fornvårdaren.
Föreningen Jämtlands läns formminnesförening sammanslogs år 1923 med Föreningen Jämtslöjd och Jämtlands och Härjedalens naturskyddsförening till föreningen Heimbygda.